# Ampithoe eao
Ampithoe eao är en kräftdjursart. Ampithoe eao ingår i släktet Ampithoe och familjen Ampithoidae. Inga underarter finns listade i Catalogue of Life.